# 王晙
王晙（653年—732年），滄州景城縣人。

## 生平
自幼父母皆亡，由祖父撫養，少年好學，氣貌雄壯。
咸亨三年（672年）擢明經，調清苑縣尉，歷官殿中侍御史，加朝散大夫，出京任渭南令。久視元年（700年），宰相魏元忠獲罪貶為高要（今广东肇庆）尉，司礼丞高戬、凤阁舍人张说受牵连流放岭南。王晙为魏元忠申辩。宋璟惭愧叹道：“璟不能申魏公之枉，深负朝廷矣。”
景龍三年（709年），授桂州都督，累遷太僕少卿。有膽識，不畏強權。
開元二年（714年）十月，吐蕃精甲十萬寇犯臨洮，薛訥率大軍至武街驛（今甘肅臨洮東），王晙率二千兵馬襲吐蕃於臨洮，功加銀青光祿大夫，進并州都督長史。
四年（716年），遷左散騎常侍，朔方行軍大總管，加御史大夫。
八年（720年），拜為兵部尚書兼幽州都督，復朔方行軍大總管。
九年（721年），以鎮壓胡人康待賓叛亂功封清源縣公，仍兼御史大夫。尋胡人再叛，未能平亂，貶梓州刺史。
十年（722年），起用拜太子詹事，封中山郡公。
十一年（723年）正月，唐玄宗北巡至并州，改并州为太原府，设为北都，刺史改称府尹，授王晙吏部尚书兼太原尹。四月授兵部尚书、同中书门下三品，並追前破突厥功，加金紫光禄大夫。五月兼朔方副大总管兼安北大都护。冬，以許州刺史王喬案，貶蘄州刺史，改定州刺史。
十四年（726年），迁户部尚书，复为朔方节度使。
二十年八月初九（732年9月2日）因病卒。赠尚书左丞相，谥忠烈。存詩一首。

## 家族
祖父王有方，遷居洛陽（今河南洛陽），父王行果曾為長安尉。

## 延伸阅读
[在维基数据编辑]
 在维基文库阅读此作者作品
 《舊唐書/卷93》，出自刘昫《舊唐書》
 《新唐書·卷111》，出自《新唐書》